# Константиновское сельское поселение (Хабаровский край)
Константи́новское се́льское поселе́ние — муниципальное образование в Николаевском районе Хабаровского края Российской Федерации. Образовано в 2004 году. 
Административный центр — село Константиновка.

## Население
| 2010 | 2011 | 2012 | 2013 | 2014 | 2015 | 2016 |
| ---- | ---- | ---- | ---- | ---- | ---- | ---- |
| 610  | ↘606 | ↘559 | ↘542 | ↘527 | ↘515 | ↘504 |
| 2017 | 2018 | 2020 | 2021 |      |      |      |
| ↘487 | ↘484 | ↘458 | ↘440 |      |      |      |

## Населённые пункты
В состав поселения входят 2 населённых пункта:
| № | Населённый пункт | Тип  | Население |
| - | ---------------- | ---- | --------- |
| 1 | Константиновка   | село | ↘435      |
| 2 | Подгорное        | село | ↘5        |